# 張敦復 (嘉靖進士)
張敦復（1510年—？），字叔中，號石窓，浙江處州府麗水縣人，民籍，明朝政治人物。

## 生平
嘉靖十六年（1537年）丁酉科浙江鄉試第三十五名舉人。嘉靖二十六年（1547年）中式丁未科會試第二百四十八名，登第三甲第二十三名進士。吏部觀政，授華亭知县，升南京刑部主事。

## 家族
曾祖張文炳；祖父張寧，訓導；父張欽，教諭。母葉氏。子张绅、张绶。